# Acrolophus arimusalis
Acrolophus arimusalis är en fjärilsart som beskrevs av Walker 1858. Acrolophus arimusalis ingår i släktet Acrolophus och familjen Acrolophidae. Inga underarter finns listade i Catalogue of Life.